# ローウェル天文台

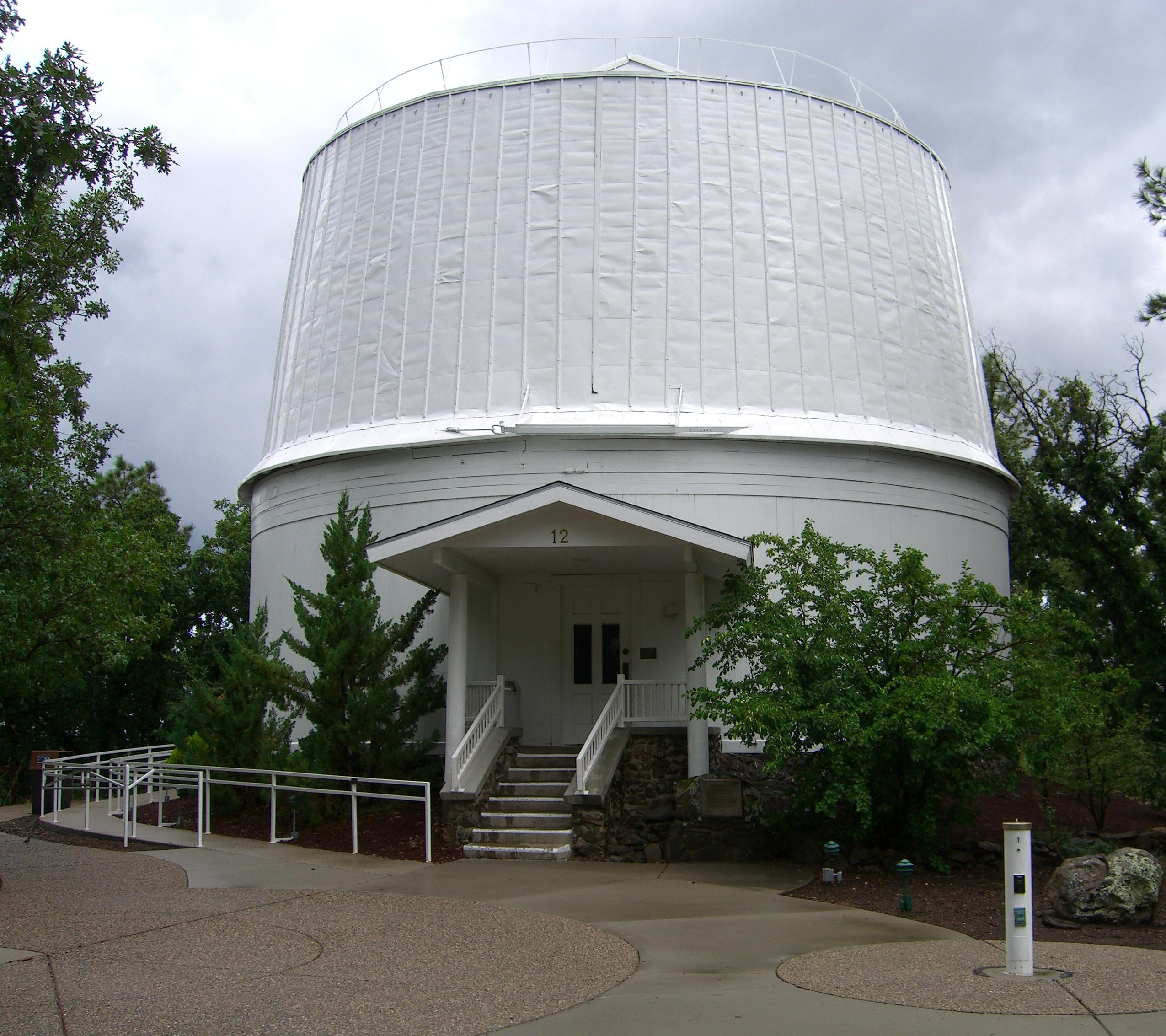
マースヒルズの The Clark Telescope Dome

ローウェル天文台（ローウェルてんもんだい、Lowell Observatory）は、パーシヴァル・ローウェルによって1894年に設立されたアリゾナ州フラッグスタッフにある天文台である。
2つの施設に9台の望遠鏡が設置されている。マースヒルズの施設には歴史的記念物に指定されている61cm屈折望遠鏡が設置され、一般公開されており、研究用には用いられていない。61cm屈折望遠鏡は1896年に$20,000の費用をかけてアルヴァン・クラークによってボストンで製造され、アリゾナまで列車で運ばれた。もう一つの施設アンダーソン・メサには4台の望遠鏡があり、1.8mパーキンス望遠鏡はボストン大学と共同使用されている。パーキンス望遠鏡は1961年にパーキンス天文台から移設された。その他1.1mホール望遠鏡、NPOI（Navy Prototype Optical Interferometer）がある。また、2009年の観測開始を目指してディスカバリーチャンネルと共同でディスカバリーチャンネル望遠鏡の建設を行っている。

## 有名なローウェル天文台での発見
- 1912年から1914年にかけて、ヴェスト・スライファーが銀河の大きな後退速度（英語版）を発見した。（この現象を説明しようとする試みが膨張宇宙論へと導いた。）
- 1930年にクライド・トンボーにより 冥王星を発見。